# Wilhelm Hofacker (Geistlicher)
Wilhelm Friedrich Immanuel Hofacker (* 16. Februar 1805 in Gärtringen; † 10. August 1848 in Stuttgart) war ein deutscher lutherischer Geistlicher.

## Leben
Hofacker besuchte ab 1812 das Stuttgarter Gymnasium und ging 1823 zum Studium der Theologie an die Universität Tübingen. Dort bestand er die Theologischen Examen 1828 mit dem Prädikat "ausgezeichnet". Nach dem Studium unterstützte er kurzzeitig seinen erkrankten Bruder Ludwig Hofacker, der als Pfarrer in Rielingshausen wirkte und der noch 1828 im Alter von 30 Jahren starb. 1828 und 1829 wirkte er dann als Vikar in Waiblingen, unternahm eine Studienreise nach Norddeutschland, bevor er 1830 die 2. Dienstprüfung bestand.
Hofacker kam 1830 als Repetent an  das Tübinger Stift. 1832 lehnte er einen Ruf auf einen Lehrstuhl an die Universität Marburg ab. 1833 vertrat er nochmals kurzzeitig die Stelle seines Bruders in Rielingshausen, bevor er noch im selben Jahr als Diaconus an die Leonhardskirche kam. Dort stieg er 1835 zum 1. Diaconus auf. In diesem Amt blieb er bis zu seinem Tod 1848.
Hofacker wird als Pietist der Erweckungsbewegung zugeordnet. Er war unter anderem mit Johann Tobias Beck, Sixt Karl Kapff und Christian Friedrich Schmid freundschaftlich verbunden. Mit Kapf und Joseph Friedrich Josenhans unterhielt er an der Universität Tübingen in seiner Studienzeit einen pietistischen Kreis. Hofacker war außerdem Mitarbeiter an der Württembergischen Liturgie von 1842 und galt als hervorragender Prediger.

## Schriften (Auswahl)
- Bekenntniß und Vertheidigung: erstes und zweites Wort gegen Dr. Chr. Märklins Schriften: "Darstellung und Kritik des modernen Pietismus" und "das Ketzergericht des Christenboten", Steinkopf, Stuttgart 1839.
- mit Christian Friedrich Schmid (Hrsg.): Zeugnisse evangelischer Wahrheit, 3 Jahrgänge/Bände, Imle und Liesching, Stuttgart 1839–1841.
- Die vier letzten Predigten des seligen Wilhelm Hofacker , Evangelische Bücherstiftung, Stuttgart 1848.
- Julius Köstlin (Hrsg.): Predigten für alle Sonn- und Festtage, Steinkopf, Stuttgart 1853.